# Crusaders of Might and Magic
Crusaders of Might and Magic is een derde persoons actie/RPG spel ontworpen en uitgebracht door 3DO Company voor zowel Microsoft Windows als Sony PlayStation. Het spel is een spin-off van de Might and Magic computerspellenserie.

## Ontwikkeling
De Crusaders versie voor Windows stond gepland om tegelijk uit te komen met de PlayStation versie rond Kerst 1999. Echter, daar waar de PlayStation versie al enkele jaren in ontwikkeling was had het team dat voor de Windows versie moest zorgen slechts zeven maanden de tijd om Crusaders te ontwikkelen. Een bijkomend probleem was dat men de first person shooter game-engine die toen gebruikt werd moest aanpassen om third-person gevechten aan te kunnen.
Uiteindelijk verschenen beide spellen in 1999, maar de Windows versie werd als minder beschouwd dan de PlayStation versie.

## Populariteit
Het spel ontving een aantal positieve reacties. Vooral het feit dat het spel “echt 3D” was en je spreuken kon gebruiken zonder mana te verliezen waren punten waar fans enthousiast over waren.
Echter: de meeste critici gaven het spel minder goede kritieken. Hun negatieve reacties maakten dat het spel al een flop werd voordat het op de markt kwam. Een aantal testspelers die een demoversie van het spel uittestten concludeerden al snel dat het spel te veel geheugen nodig had om efficiënt te kunnen worden gespeeld.
Uiteindelijk werd Crusaders of Might and Magic een van de mislukkingen die ertoe leidde dat 3DO in 2003 failliet ging.

## Plot
De speler begint het spel als Drake, een krijger van de oude orde, die gevangen is door een skeletten leger. Zijn missie is om te ontsnappen, dit leger te vernietigen en uiteindelijk een centrale vijand te verslaan om vrede te herstellen in de regio. Hoewel er ook een aantal andere personages zijn die de speler onderweg ontmoet is het spel erg rechttoe rechtaan zonder extra zoektochten.

## Het spel
Drake heeft aan het begin van het spel geen wapens, maar vindt al redelijk snel een zwaard en schild. Deze vormen de basis van alle gevechtsmogelijkheden. Het schild kan vijandige aanvallen geheel blokkeren, in tegenstelling tot veel andere spellen waarin een schild alleen de schade beperkt. Echter: dit werkt alleen als Drake de juiste kant op gericht staat waardoor hij in een gevecht vaak in cirkels moet draaien. De meeste vijanden zijn redelijk makkelijk te verslaan.
Af en toe vindt de speler een spreukenboek dat hem in staat stelt nieuwe spreuken te leren en oude spreuken te upgraden naar een hoger niveau. De spreuken gebruiken geen mana, maar na gebruik duurt het een poosje voordat de speler diezelfde spreuk nogmaals kan gebruiken. Ook duurt het vaak even om een spreuk uit te spreken, en in die tijd is de speler onbeschermd.
Drake stijgt in level naarmate het spel vordert en met elk gestegen level wordt zijn gezondheid hersteld en worden zijn Hit Points vergroot. Het spel kent drie moeilijkheidsniveaus die bepalen hoe effectief Drakes aanvallen zijn op vijanden, en hoe effectief vijandelijke aanvallen zijn op hem.